# Wiesbaden-Westend
Westend er en bydel i Wiesbaden. Bydelen er med sine 17.000 (2013) indbyggere fordelt på 0,67 km² ikke blot en af den mest folkerige bydel i Wiesbaden men også den mest befolkningstætte; her bor 25.500 indbyggere pr. km2.